# Ryūshi Kawabata
Pour les articles homonymes, voir Kawabata.
Ryūshi Kawabata (川端 龍子, Kawabata Ryūshi) est un peintre japonais des XIXe et XXe siècles, né le 10 juin 1885 dans la préfecture de Wakayama, mort le 6 avril 1966.

## Biographie
Peintre classique, Ryūshi Kawabata commence sa carrière par une peinture de style occidental, étant, en 1913, parti compléter sa formation aux États-Unis. À son retour, il se réoriente vers la peinture classique japonaise. En 1917, il devient membre de l'Académie japonaise des beaux-arts, qu'il quitte en 1928 pour fonder son propre groupe : le Seiyūsha (« Association du Dragon bleu »). En 1959, il est honoré de l'ordre de la Culture.
Son style fluide et dynamique comporte, dans ses aspects décoratifs, des réminiscences du peintre des XVIIe – XVIIIe siècles, Ogata Kōrin.